# Pižma (affluente della Vjatka)
La Pižma (in russo  Пижма?) è un fiume della Russia europea orientale, affluente di destra del fiume Vjatka (bacino idrografico della Kama). Scorre nell'Oblast' di Nižnij Novgorod e nell'Oblast' di Kirov. 
Il fiume ha origine a sud-est della cittadina di Šachun'ja, scorrendo in direzione settentrionale; a nord del villaggio di Pižma gira a est lungo un terreno pianeggiante e svolta ancora a sud-est. Inizia poi un corso tortuoso verso est che mantiene sino alla foce nella Viatka a 400 km dalla foce, nei pressi di Sovetsk. Ha una lunghezza di 305 km, il suo bacino è di 15 000 km².
Gela da metà novembre, sino alla seconda metà di aprile. I maggiori affluenti sono l'Jaran' (lungo 151 km) e la Nemda (162 km) ambedue provenienti dalla destra idrografica.